# Bernhard Ilschner
Bernhard Ilschner (* 13. Dezember 1928 in Danzig; † 4. Januar 2006 in Lausanne) war ein deutscher Physiker, Hochschullehrer und Pionier in den Werkstoffwissenschaften.

## Leben
Bernhard Ilschner, Sohn der Rembrandtforscherin Liselotte Ilschner (1900–1962), geborene Voss, und des Bankdirektors Friedrich Ilschner (1887–1977), ging in Berlin, Dresden und Rudolstadt zur Schule. In Rudolstadt machte nach dem Besuch des Gymnasiums 1946 sein Abitur. Er studierte 1946 bis 1950 Physik, Mathematik und Chemie an der Universität Rostock (Alma Mater Rostochiensis) und der Friedrich-Schiller-Universität in Jena. In Jena graduierte er 1950 in Theoretischer Physik zum Diplom-Physiker.
Nach Beendigung seines Studiums war er von 1950 bis 1951 Wissenschaftlicher Mitarbeiter der Akademie der Wissenschaften in Berlin. Von 1952 bis 1954 war er bei der Vacuumschmelze AG in Hanau tätig. Er forschte am Max-Planck-Institut für Eisenforschung in Düsseldorf und wurde 1954 mit der Arbeit Zur Theorie der Oxydation von Metallen an der Rheinischen Friedrich-Wilhelms-Universität in Bonn zum Dr. rer. nat. promoviert. Weitere Forschungstätigkeiten erfolgten 1957 am Massachusetts Institute of Technology (MIT) und bei der Krupp-Forschung in Essen, wo er von 1958 bis 1960 Abteilungsleiter der Zentralforschung Friedr. Krupp war. Von 1961 bis 1965 war er als Oberassistent an der Georg-August-Universität in Göttingen tätig. Dort habilitierte er sich 1963 mit der Arbeit Strukturelle Probleme beim Stoffabbau aus kristallisierten Verbindungen. Bis 1965 war er Privatdozent am dortigen Institut für Metallphysik.
Im Jahr 1965 wurde Ilschner als ordentlicher Professor auf den Lehrstuhl für Werkstoffwissenschaften an der Universität Erlangen-Nürnberg berufen mit der gleichzeitigen Funktion als Gründungsdirektor des Instituts für Werkstoffwissenschaften. 1968/1969 war er Dekan der Technischen Fakultät, 1969 wurde er Prorektor und war bis 1971 auch Leiter der Hochschulplanungskommission. Von 1972 bis 1975 war er Rektor an der Friedrich-Alexander-Universität Erlangen-Nürnberg, von 1977 bis 1978 Vorsitzender der Deutschen Gesellschaft für Metallkunde.
Von 1980 bis 1982 engagierte sich Ilschner im Beirat für Wissenschafts- und Hochschulfragen des Bayerischen Staatsministeriums für Unterricht und Kultus. 1981 wurde er in die deutsche Sektion des ständigen Büros der „Conférence des Grandes Écoles“ berufen.
1982 wechselte Ilschner als ordentlicher Professor auf den Lehrstuhl für Mechanisches Werkstoffverhalten (Département des Matériaux) an der Eidgenössischen Technischen Hochschule in Lausanne. 1997 wurde Ilschner emeritiert. Er lebte in La Conversion bei Lutry, war evangelisch, ab 1954 mit der promovierten Naturwissenschaftlerin Christa Ilschner, geborene Gensch († 1975) verheiratet, mit der er die Kinder Susanne und Carola hatte, in zweiter Ehe ab 1979 mit der Pfarrerin Erika Ilschner, geborene Giem. Aus dieser Ehe gingen die Kinder Friederike und Benjamin Ilschner hervor.
Ilschner wird als Mitbegründer der Werkstoffwissenschaft in Deutschland angesehen. Seine Forschungen waren stets bestrebt, Erkenntnisse aus dem Grundlagenbereich in die angewandte Werkstoffforschung einzubringen.

## Auszeichnungen
- 1974 Bayerischer Verdienstorden
- 1984 Bayerischer Maximiliansorden für Wissenschaft und Kunst
- 1994 Friedrich-Alexander-Universität Erlangen-Nürnberg, Ehrendoktor der Technischen Fakultät
- 1998 Ruhr-Universität Bochum, Ehrendoktor für sein Lebenswerk

## Veröffentlichungen (Auswahl)
- Hochtemperatur-Plastizität. 1973. Wissenschaftliche Monographie.
- Werkstoffwissenschaft. 1982. Lehrbuch.